# Rotstirngirlitz
Der Rotstirngirlitz (Serinus pusillus) zählt innerhalb der Familie der Finken (Fringillidae) zur Gattung der Girlitze (Serinus).
Der Vogel kommt in der Türkei, dem Südkaukasus, dem Irak über Iran, Turkmenistan, Kasachstan bis Tibet und Westchina sowie Afghanistan und Nordindien und Nepal vor, außerhalb der Brutzeit auch im Libanon, in Israel und Syrien.
Der Lebensraum umfasst Gebirge nahe der Baumgrenze in Nadel- und Mischwäldern, bevorzugt an Waldrändern, entlang von Bächen mit offener Vegetation von 600–3000 m im Kaukasus, von 1500 bis 3300 in der Türkei, von 2300 bis 3300 in Afghanistan und von 2000 bis 4700 m im Himalaya.
Der Artzusatz kommt von lateinisch pusillus ‚winzig, sehr klein‘.

## Merkmale
Die Art ist mit 11–13 cm und 9–14 g ein kleiner Girlitz mit kurzem Schnabel und an der Spitze gegabeltem Schwanz.
Beim Männchen ist der Kopf schwarz einschließlich Nacken, Kehle und Hals außer der namensgebenden blutroten Stirn. Das übrige Gefieder ist kräftig und dicht schwarz längsgestreift.
Der Bürzel ist orange-gelb und undeutlich gestreift. Die Oberschwanzdecken sind dunkel, der Schwanz dunkelbraun mit schmalen orange- bis goldfarbenen Rändern. Die Flügeldecken sind dunkelbraun mit gelbbraunen Rändern, die mittleren Armdecken haben hell orange, die großen gelborange Spitzen und ergeben zwei Flügelbinden. Die Flug- und Schirmfedern sind dunkelbraun mit schmaler gelblich-oranger Berandung. Brust und Bauch sind gelblich, die Unterschwanzdecken heller, Brust und Flanken sind rußfarben-schwarz gestrichelt, die Unterflügeldecken sind blass gelblich-weiß. Die Iris ist dunkelbraun bis schwarz, der Schnabel grau bis schwärzlich, die Beine sind schwärzlich bis dunkelbraun.
Die Geschlechter sind sich ähnlich, Weibchen haben einen kleineren Stirnfleck, sind manchmal nicht schwarz am Kopf, sondern rußgrau mit dunkler Streifung. Im Schlichtkleid ist die Gefiederfärbung matter. Jungvögel sind zimtbraun an Stirn, Gesicht, Kehle und Hals, Scheitel und Ohrdecken sind dunkler, die Oberseite kräftiger gestrichelt als bei den Altvögeln. Der Schwanz hat hell gelbe Außenränder.
Die Art ist ähnlich klein wie der Girlitz (S. serinus) und zeigt einen ähnlich hüpfenden Flug, der Schwanz ist aber etwas länger.

## Geografische Variation
Die Art ist monotypisch.

## Stimme
Der Ruf des Männchens wird gern von einer Ansitzwarte aus oder im Fluge vorgetragen und wird als brodelnder oder fröhlich zwitschernder Triller „twir’r’r’r’“ oder „tsi-tsu-teeh-tsi tit-tit-tit-tit-tit“ beschrieben ähnlich wie der Zitronenzeisig (Carduelis citrinella) und Zederngirlitz (S. syriacus). Der Triller ist immer lang und fällt leicht ab.

## Lebensweise
Die Art ist ein Teilzieher und Strichvogel, sie kommt im Winter in niedrigere Höhenlagen.
Oft wird das Brutgebiet Ende Juli/August mit den Jungvögeln verlassen. Die Art lebt gesellig, ist nicht scheu.
Die Nahrung besteht hauptsächlich aus Pflanzensamen, Früchten und Blüten, auch Insekten, die gern im Trupp, auch kopfüber an Zweigen hängend gesucht werden, lieber jedoch an Totholz, Steinen und Felsen.
Die Brutzeit liegt zwischen April und August, zwei Bruten sind häufig. Die Art lebt monogam, kehrt gern an ihren Brutplatz zurück. Das Weibchen baut das Nest in niedrigen Büschen oder dichten Bäumen, das Gelege besteht aus 3–5 bläulich-weißen, etwas gefleckten Eiern, die nur vom Weibchen über 11–16 Tage ausgebrütet werden. Beide füttern die Jungen. Durch Prädatoren, hauptsächlich Elster (Pica pica) und Hörnchen (Sciuridae) kommt es in etwa der Hälfte zum Brutverlust.

## Gefährdungssituation
Der Bestand gilt als „nicht gefährdet“ (least Concern).